# 台灣二葉松
台灣二葉松（學名：Pinus taiwanensis），台灣特有種植物，屬於松科松屬的大喬木，別稱有二葉松、松柏、臺灣柏、台灣赤松及新高赤松等；另有英文名「Taiwan red pine」是台灣重要造林樹種。
本种与近缘物种黄山松（Pinus hwangshanensis）及琉球松（Pinus luchuensis）经常被视为同一物种。

## 特徵
台灣二葉松為常綠大喬木，樹幹通直且可達30公尺，樹皮為灰褐色，縱向深溝裂且呈不規則片狀剝落，枝條呈水平生長，葉深綠色，型態為兩針一束，長8~11公分，稍硬質，橫斷面為半圓形，內具二維管束。

毬果卵形或長橢圓狀，長5～8公分，外部果鱗呈長橢圓狀矩形，鱗背肥厚且略呈菱狀四方形或五角形，鱗臍中央有一鈍尖。種子連翅長約1.5~2公分。
二葉松新鮮邊材呈淡黃白色，木質線極細小、不明顯，邊心材區分明顯，心材顏色較深呈黃紅褐色，年輪窄而明顯，具橫向樹脂溝，有樹脂香。

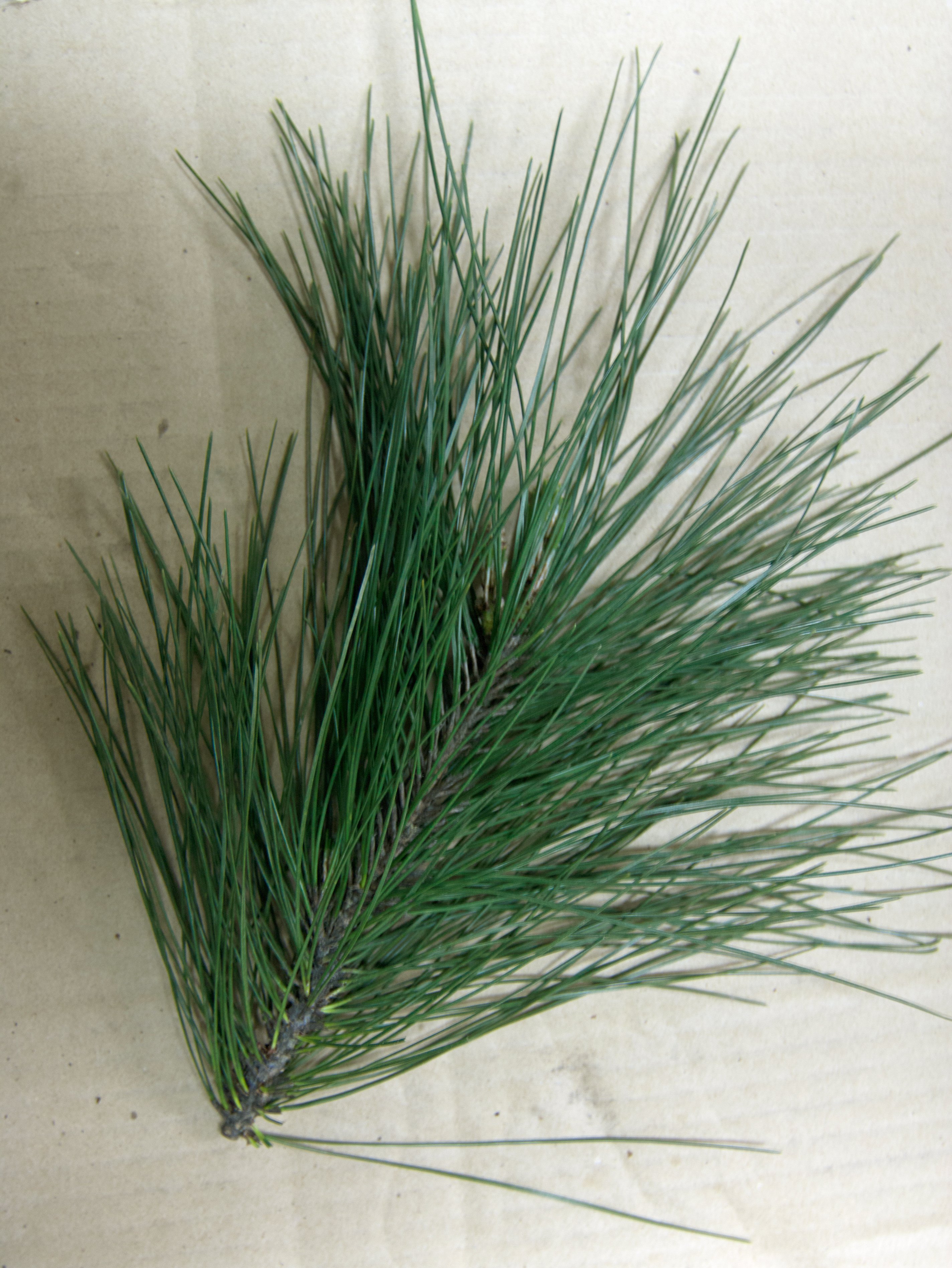
台灣二葉松葉片標本

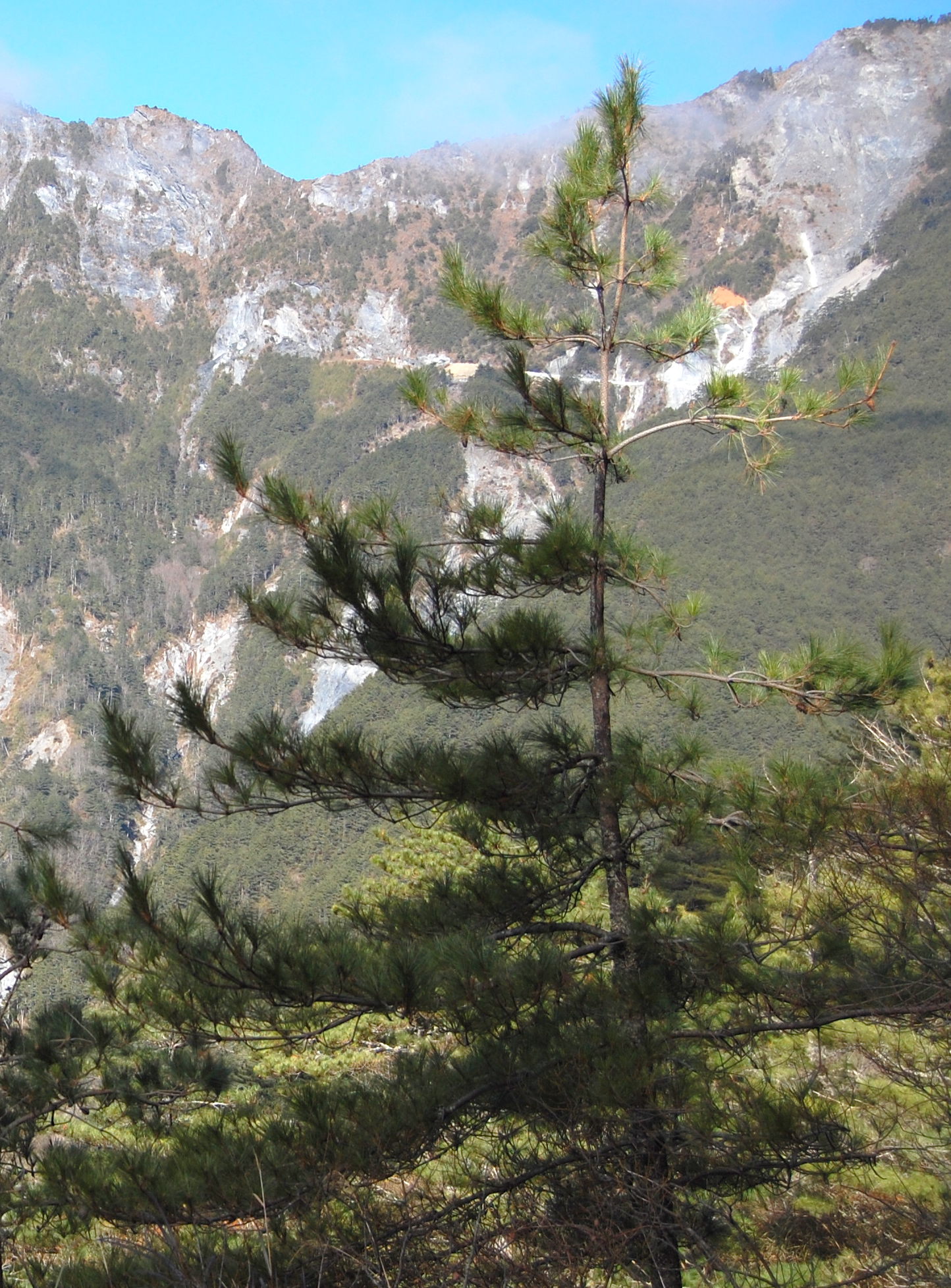
台灣二葉松

## 分布

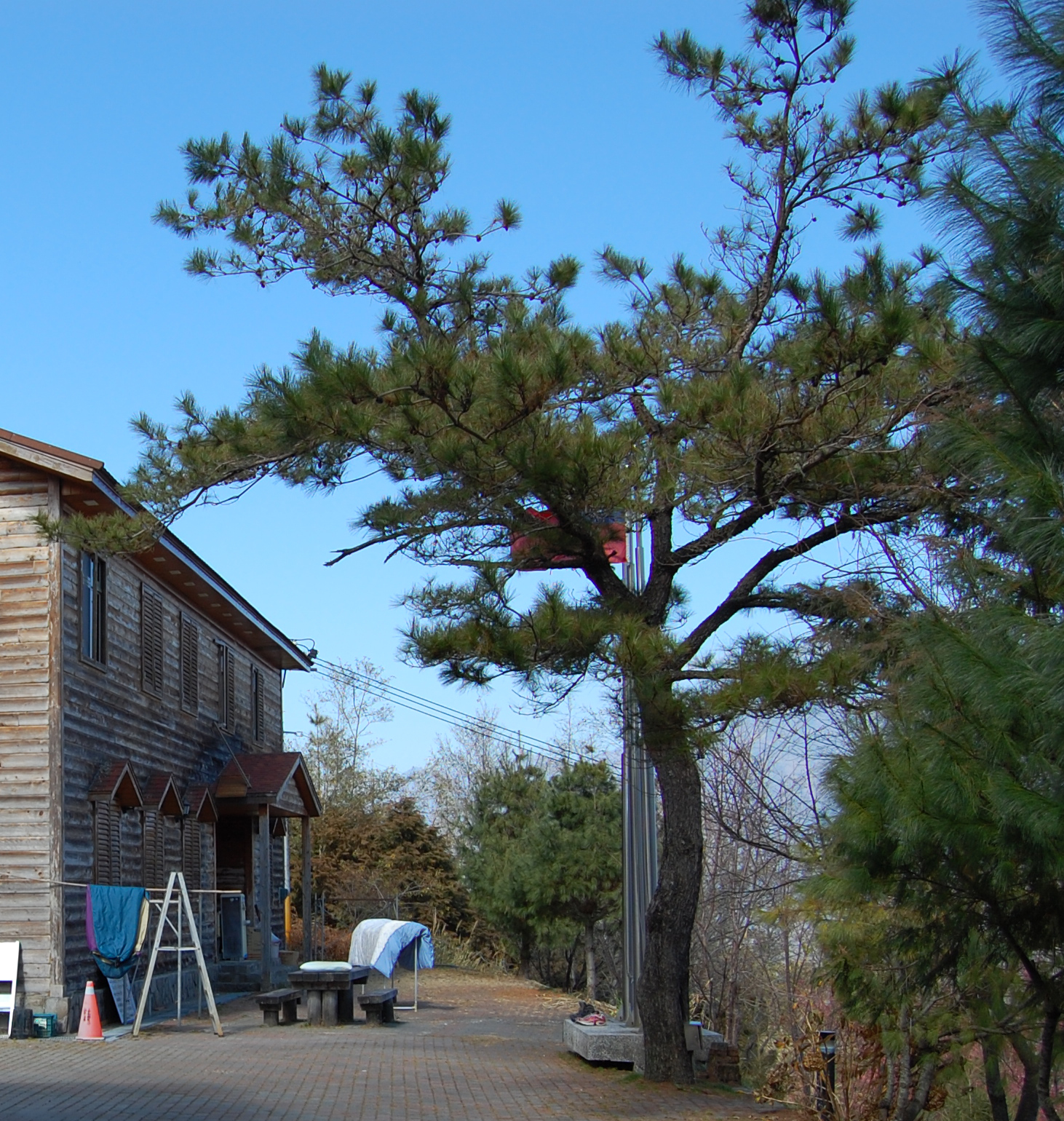
台灣二葉松優美的樹型，攝於南橫公路

主要產於台灣本島，適應範圍極廣，在中央山脈750~3200公尺均可見大面積純林，尤其以大甲溪沿岸山坡地為甚，目前全島造林面積約為35,000公頃。

## 主要用途
台灣二葉松樹型蒼勁優美，是優良的庭園景觀樹種，但因為生長緩慢，單位時間生長量甚至與紅檜、台灣杉相近。
以至於幹徑逾30公分以上者，每株市價達數十萬元，也因此成為不肖園藝商盜採的對象。
但因為其材質不如紅檜、扁柏、肖楠等針葉一級木，被列為針葉二級木，但木材可做建築用材、紙漿原料、抽取松脂等，毬果亦可作花材及藥用，實用性相當廣泛。

## 扩展阅读
- 維基物種上的相關：台湾二叶松